# کونلون شان (۹۹۸)

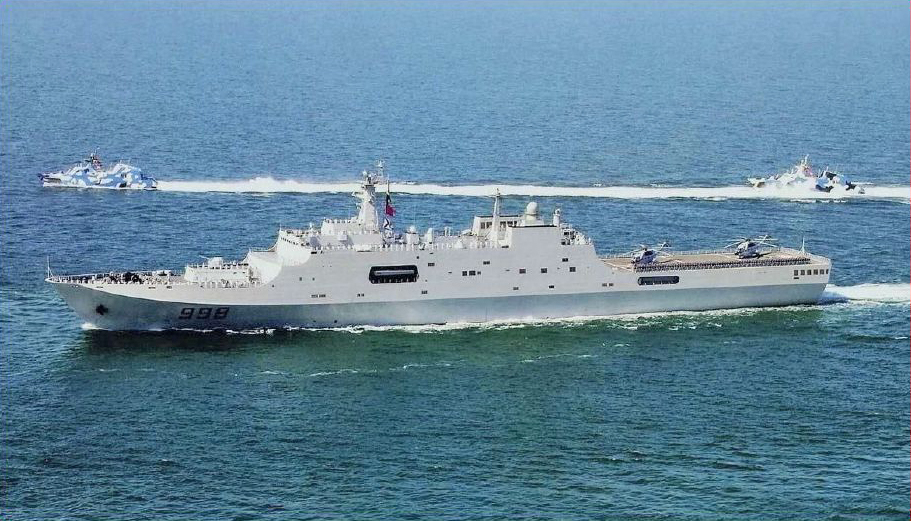
کونلون شان (۹۹۸)

کونلون شان (۹۹۸) (به انگلیسی: Kunlun Shan (998)) یک کشتی است که طول آن 210 meters می‌باشد. این کشتی در سال ۲۰۰۶ ساخته شد.